# Rubus pottianus
Rubus pottianus är en rosväxtart som beskrevs av Heinrich E. Weber. Rubus pottianus ingår i släktet rubusar, och familjen rosväxter. Inga underarter finns listade i Catalogue of Life.